# 天主教巴爾的摩總教區
天主教巴爾的摩總教區（拉丁語：Archidioecesis Baltimorensis）是美國一個羅馬天主教教省總教區和美國第一個天主教教區（總主教為美國首席主教），也是該國32個總教區之一。
總教區下轄惠靈、阿靈頓、威爾明頓和里士滿四個教區，範圍包括馬里蘭州中西部。總教區有48萬6607名教友，面積為4800平方英里。現任總主教為威廉·愛德華·羅利，輔理主教為亞當·若望·帕爾克和布魯斯·萊萬多夫斯基，榮休輔理主教為特尼斯·J·馬德登恩。

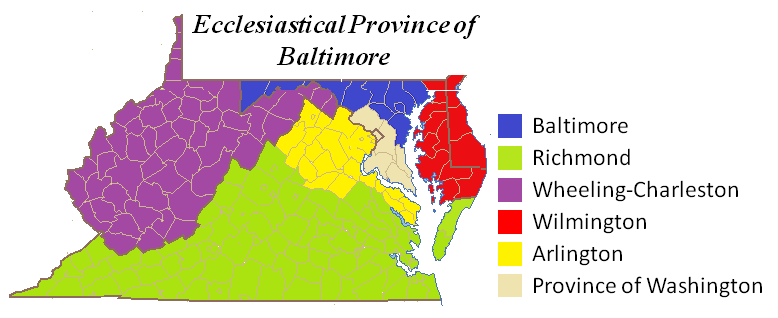
巴爾的摩總教區

教區於1789年11月6日成立，1808年4月8日升為總教區；1939年易名為巴爾的摩-華盛頓總教區。華盛頓總教區於1947年成立，恢復原名。